# 1510 en santé et médecine
| Années de la santé et de la médecine : 1507 - 1508 - 1509 - 1510 - 1511 - 1512 - 1513    |
| Décennies de la santé et de la médecine : 1480 - 1490 - 1500 - 1510 - 1520 - 1530 - 1540 |

Cet article présente les faits marquants de l'année 1510 en santé et médecine.

## Événement
- 13 juillet : selon Tommasino Bianchi[1], apparition à Modène des premiers cas de ce qui est « peut-être la première pandémie reconnue de la maladie que nous appelons maintenant grippe[2] ».

## Publications

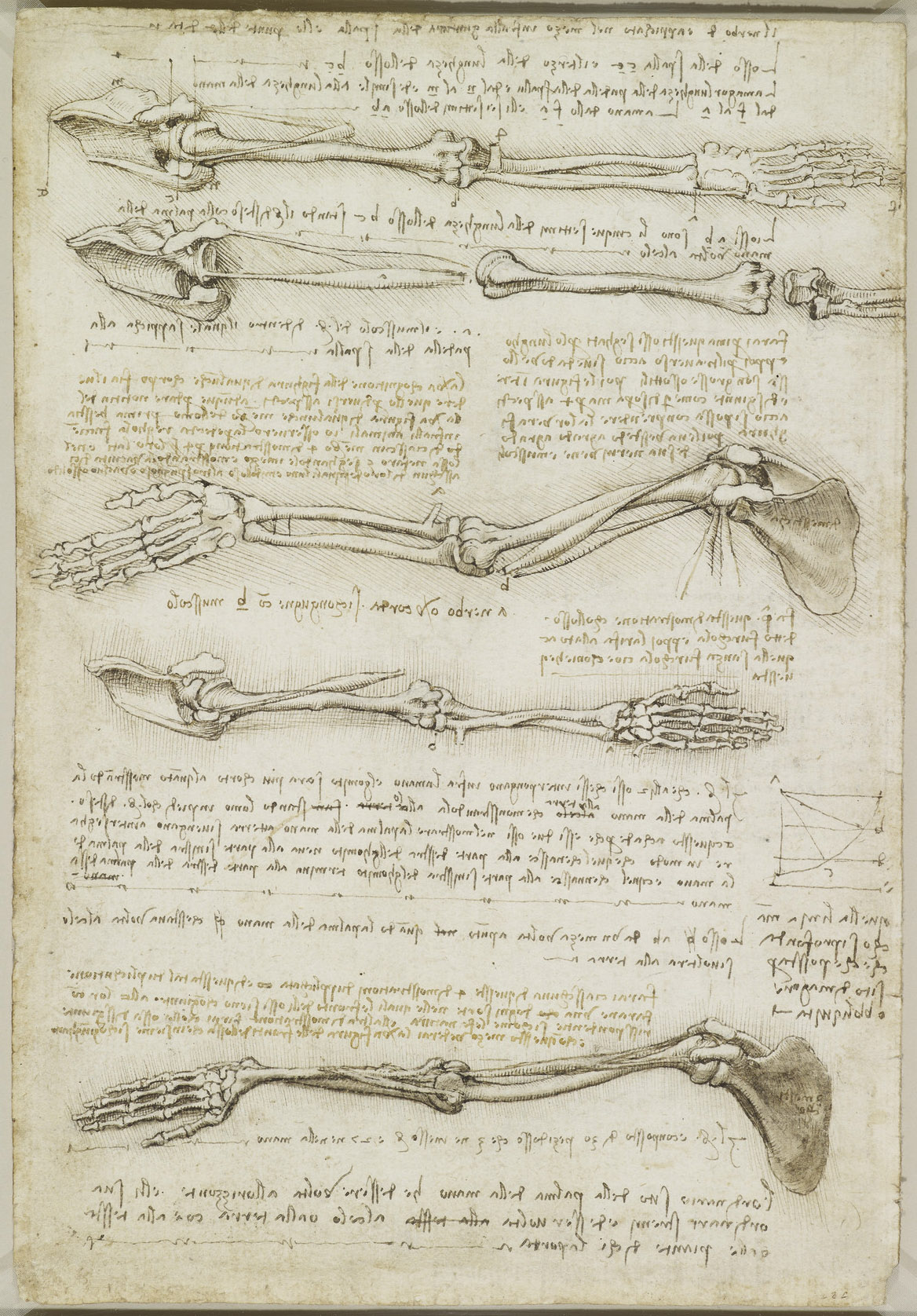
Léonard de Vinci
Étude sur les positions du bras

- Johann Salzmann fait imprimer à Vienne, par Jérôme Viétor (pl), son De praeservatione a pestilentia et ipsius cura (« De la préservation de la peste et de son traitement[3],[4] »).
- Nouvelle édition, chez Vincent de Portonariis à Lyon, du Compendium medicine de Gilbertus Anglicus (en)[5].
- Étude des muscles du bras droit et des os du pied par Léonard de Vinci[6].

## Naissances
- 6 octobre : John Caius (mort en 1573), médecin anglais[7].
- Giovanni Ingrassia (mort en 1580), anatomiste italien[8].
- René Martineau (mort en 1573), médecin français[9].
- Vers 1510 :
  - Bartholomäus Carrichter (mort en 1567), médecin et astrologue suisse[10],[11].
  - Bartolomeo Eustachi (mort en  1574), médecin anatomiste italien[12].
  - Luigi Giglio (mort en 1576), médecin et astronome italien[13].
  - Antoine Mizauld (mort en 1578), médecin et astrologue français[14].
  - Ambroise Paré (mort en 1590), chirurgien et anatomiste français[15].
- 1510 ou 1511[16] (ou 1499[17]) : Andrés Laguna (mort en 1559), médecin juif espagnol, auteur d'une traduction en castillan de la Matière médicale de Dioscoride imprimée en 1555 par Juan Latio à Anvers[16], au service du pape Jules III puis de Charles Quint et de Philippe II[17].
- Entre 1510 et 1520[18] (vers 1516[19]) : Realdo Colombo (mort en 1559), anatomiste lombard.